# 范長生
范 長生（はん ちょうせい、? - 318年）は、天師道の教祖であり、五胡十六国時代成漢の宰相。范延久、范九重、范支とも記載される。字は元寿。涪陵郡丹興県の出身。『蜀の八仙』の一人。

## 生涯
山洞に住処を構え、悟りを求めて修行し、志を養っていた。天師道の教祖として甚だ名声は高く、徳を兼ね備えていた。博学多芸であり、天文に精通して策略に長けていた。
年は百歳を越え、蜀の民は彼を重んじて神の如く奉った。
永康元年（300年）頃、巴氐族の李特・李流らが略陽・天水を初め6郡の流民を従えて益州に移ったが、益州刺史羅尚と対立して挙兵した。この時、范長生は千家余りを率いて青城山に拠点を築いていた。羅尚の参軍徐轝は范長生を汶山郡太守に任じ、彼と呼応して李流を討つよう建議したが、羅尚は許さなかった。徐轝はこれを怨んで李流に降ると、青城山に赴いて范長生へ李流への協力を請うた。范長生はこれを認め、李流に軍糧を供給した。李流軍は兵糧不足に陥っていたが、これにより息を吹き返した。
建興元年（304年）、李流の後を引き継いだ李雄は成都を攻略すると、范長生が当地において名望高い人物であったので、彼に統治を任せて臣従しようとした。だが、范長生はこれを固辞した。
建興3年（306年）3月、范長生は青城山から質素な輿に乗って成都へと到来し、李雄の傘下に入った。李雄は城門まで出向いて歓迎し、彼の為に席を設けて丞相に任じると、范賢と呼び敬った。
同年6月、范長生は李雄へ尊号（帝の位）を称するよう勧め、李雄はこれを受け入れて帝位に昇った。
范長生は天地太師の称号を加えられ、西山侯に封じられた。また、その私兵の税は免除され、軍征への徴用も免除とされた。
玉衡8年（318年）4月、范長生は亡くなった。李雄は子の侍中范賁を丞相に抜擢した。
『芸文伐山』という書によると、范長生はかつて劉備に仕えていたという。これが事実であるならば、李特の時代に至るまで実に130年以上が経過している。
南宋の祝穆が著した『方輿勝覧』によると、かつて蜀漢の劉備は范長生を征伐しようとするも失敗し、その後彼を逍遥公に封じたという。劉禅が後を継ぐと、彼の邸宅を長生観と名付けたという。

## 子
- 范賁 - 成漢の丞相。東晋の桓温により成漢が滅亡すると、鄧定・隗文らに擁立され、帝に立てられたが、益州刺史周撫により討伐された。